# Adam Bodzek
Adam Bodzek (* 7. September 1985 in Zabrze) ist ein ehemaliger deutsch-polnischer Fußballspieler.

## Karriere
Adam Bodzek, der im Alter von acht Jahren mit seiner Familie nach Deutschland ausgesiedelt war, spielte in der Jugend von Blau Weiß Post Recklinghausen und SpVgg Erkenschwick. Im Sommer 2003 wechselte der Abwehrspieler zum MSV Duisburg, bei dem er zunächst bei den Amateuren zum Einsatz kam. Zur Saison 2005/06 erhielt Bodzek einen Profivertrag beim MSV. In der Saison absolvierte er seine ersten Profieinsätze und erzielte bei der 2:5-Niederlage gegen Eintracht Frankfurt am 18. März 2006 seinen ersten Bundesligatreffer. Nach dem Abstieg gehörte er regelmäßig zum Zweitligakader, der 2007 den Wiederaufstieg schaffte, und kam dabei auf 23 Einsätze. Ab der Saison 2007/08 war er Mitglied des Mannschaftsrates des Bundesligakaders, auch wenn er in der Hinrunde 2007/08 nicht zum Einsatz kam. Seinen Vertrag verlängerte er bis 2011.
Am 6. August 2010 zog sich Bodzek im Trainingslager im oberösterreichischen Windischgarsten in einem Vorbereitungsspiel gegen den 1. FC Nürnberg nach einem Zweikampf mit dessen Kapitän Andreas Wolf einen Schlüsselbeinbruch an der linken Schulter zu. Er wurde am folgenden Tag in der Berufsgenossenschaftlichen Unfall-Klinik in Duisburg erfolgreich operiert. Nach mehreren Monaten der Genesung kam der Defensivmann in der Hinrunde 2010 nur noch auf drei Kurzeinsätze für den MSV.
In der Winterpause 2010/11 folgte der Wechsel innerhalb der Zweiten Liga zu Fortuna Düsseldorf. Dort kam er in der Rückrunde 14-mal zum Einsatz. In der Saison 2011/12 stieg er mit der Fortuna in die Bundesliga auf.
Nach der Saison 2021/22 beendete Bodzek seine Profikarriere. Er blieb dem Verein jedoch in der Saison 2022/23 in der zweiten Mannschaft erhalten. Im Oktober 2022 kehrte Bodzek aufgrund von Personalnot in die Profimannschaft zurück. Bis zur Winterpause absolvierte er jeweils als Einwechselspieler 3 Zweitliga- und einen DFB-Pokal-Einsatz. Anschließend kehrte er zur Regionalligamannschaft zurück. Nach der Saison 2023/24 beendete er seine Karriere und wechselte als Trainer in das Nachwuchsleistungszentrum von Fortuna Düsseldorf.

## Erfolge
- Aufstieg in die Bundesliga (3): 2007 (MSV Duisburg), 2012, 2018 (beide Fortuna Düsseldorf)
  - als Meister der 2. Bundesliga: 2018